# Ziemia noworudzka
Ziemia noworudzka – region geograficzny w Polsce w Sudetach Środkowych w woj. dolnośląskim, powiat kłodzki.

## Położenie
Ziemia noworudzka położona jest w południowo-wschodniej części Sudetów Środkowych, w północnej części powiatu kłodzkiego, na północ od Kłodzka.

## Charakterystyka
Obszar ziemi noworudzkiej obejmuje północną część Kotliny Kłodzkiej oraz częściowo tereny górskie Gór Suchych, Gór Stołowych, Gór Sowich, Gór Bardzkich, którymi jest otoczona. W całości do ziemi noworudzkiej należą: Obniżenie Noworudzkie i Obniżenie Ścinawki oraz polska część, Gór Stołowych, w części należą zbocza: południowe Gór Bardzkich, południowo-wschodnie Gór Sowich, wschodnie fragmenty Gór Suchych oraz większa część Włodzickich Wzgórz.
Swym zasięgiem obejmuje miejscowości: Bartnica, Bieganów, Bożków, Czerwieńczyce, Dworki, Dzikowiec, Jugów, Krajanów, Ludwikowice Kłodzkie, Nowa Wieś Kłodzka, Przygórze, Sokolec, Sokolica, Świerki, Włodowice, Wolibórz, Gajów, Karłów-Pasterka, Raszków, Ratno Dolne, Ratno Górne, Suszyna, Ścinawka Dolna, Ścinawka Górna, Ścinawka Średnia, Tłumaczów, Wambierzyce, Nowa Ruda, Radków położone na terenie obecnych trzech gmin: gminy miejskiej Nowa Ruda, gminy wiejskiej Nowa Ruda oraz gminy miejsko-wiejskiej Radków. Jej centrum stanowi Obniżenie Noworudzkie z Nową Rudą.
Ziemia noworudzka stanowi transgraniczny region Dolnego Śląska o bogatej kulturze i historycznej tradycji regionalnej regionu noworudzko-radkowskiego. Z uwagi na położenie geograficzne w obniżeniu noworudzkim, trzy gminy tworzące region noworudzki stanowią jedną całość, odrębną od pozostałych regionów województwa dolnośląskiego i powiatu kłodzkiego. Długoletnie tradycje kulturowe wpływy benedyktyńskiego zakonu z Broumova oraz uwarunkowania geograficzne sprawiły, że ukształtowały się na tym obszarze lokalne kultury. Powstały jednolite ciągi komunikacyjne, umożliwiające dogodny dojazd z wszystkich miejscowości ziemi noworudzkiej do centrum, jakim stało się miasto Nowa Ruda. Głównymi osiami dróg stały się drogi prowadzące do przejścia granicznego w Tłumaczowie – Otovicach.
Na ziemi noworudzkiej, znajdują się liczne zabytki architektoniczne z różnych okresów. Do najciekawszych obiektów sakralnych należy Wambierzyckie Sanktuarium Maryjne, kompleks parkowo-pałacowy w Bożkowie, kościół św. Mikołaja w Nowej Rudzie, zespół pałacowy w Sarnach oraz okoliczne kaplice. O działalność zakonu benedyktyńskiego z Broumova na ziemi noworudzkiej przypomina szereg obiektów sakralnych, przede wszystkim z okresu baroku. W okolicy znajduje się szereg drobnych zabytków sakralnych – plastyki, rzeźby, drogi krzyżowe i kapliczki. Znajduje się tu wiele zabytków architektury ludowej. W większości miejscowości ziemi noworudzkiej znajdują się z klasycystyczne dworki ziemiańskie. Z zabytków technicznych to kompleks obiektów przemysłowych i kopalnianych przedstawiający historyczną technikę oraz skansen w Wambierzycach.

## Historia
Określenie terenów położonych w dolinach rzek: Włodzicy i Ścinawki ziemią noworudzką, pojawiło się w XV wieku po śmierci ostatniego potomka z rodu von Donynów.
Ziemia noworudzka od wieków stanowiła część historycznego hrabstwa kłodzkiego od początku była silnie związana z Czechami. Swą historią sięga czasów kolonizacji na prawie niemieckim, kiedy pod rządami króla czeskiego Przemysława Otokara II w XIII wieku zostało założone miasto Nowa Ruda, a okoliczne ziemie zaludniali jako osadnicy głównie koloniści niemieccy. Pierwsza datowana pisemna wzmianka o ziemi noworudzkiej pochodzi z XIV wieku. Od 1352 r. dobra noworudzkie stanowiły własność rodu Donynów (późniejsza pruska gałąź znana jako von Dohna). W latach 1427–1429 podczas wojen husyckich ziemia kilkakrotnie była najeżdżana i niszczona. Znaczne zmiany w dziejach nastąpiły w 1472 r., po śmierci ostatniego z von Donynów.
Ks. Henryk Podiebradowicz Starszy wobec braku męskich potomków „państewko noworudzkie” przekazał jako dobra lenne Georgowi von Stillfriedowi z Ratenitz, małżonkowi Anny von Donyn, panowie na Łużycach. Nowa Ruda i okoliczne miejscowości przeszły pod władanie Georga Stillfrieda jednego z rycerzy króla Czech Jerzego z Podiebradów. W 1622 r. w czasie wojny trzydziestoletniej hrabia Franz Bernhard von Thurn, orędownik wyznania protestanckiego, najechał Nową Rudę i okoliczne miejscowości niszcząc je a Stillfriedów uwięził. Uwięzieni Stillfriedowie nawrócili się na katolicyzm, odzyskali wolność i ponowne prawo do dóbr noworudzkich, które od 1742 r. zostają włączone do Prus na skutek zakupienia ziemi kłodzkiej przez króla Prus Fryderyka II. W 1810 r. Nowa Ruda wraz z przyległościami przeszła na własność rodziny Magnisów.
Odrębność geograficzna i kulturowa ziemi noworudzkiej oraz silny wzrost potencjału gospodarczego w XIX wieku, dawał mocne atuty dla ówczesnych władz noworudzkich w staraniach o utworzenie własnej jednostki terytorialnej na szczeblu powiatu. Prusacy po usadowieniu się na Śląsku w 1854 r. z części powiatu kłodzkiego, która obejmowała północną część hrabstwa kłodzkiego, wydzielili oddzielny powiat noworudzki, który w całości obejmował ziemię noworudzką. Powiat należał do wrocławskiego departamentu kameralnego, w którym pozostawał do końca II wojny światowej. Powiat obejmował dwa miasta – Nową Rudę i Radków, oraz 37 osad wiejskich a siedzibą powiatu była Nowa Ruda. Powiat istniał do 1932 r., kiedy ponownie połączono go z powiatem kłodzkim.
W okresie tym ziemia rozwijała się gospodarczo, powstawały nowe zakłady włókiennicze, intensywnie rozwijało się górnictwo. Powstało wiele kopalń węgla kamiennego m.in. kopalnia „Ruben” w Nowej Rudzie, „Johann Baptysta” w Słupcu, „Rudolph” w Przygórzu, oraz „Wenzeslaus” w Ludwikowicach Kłodzkich. Z rokiem 1871 ziemia należała do II Rzeszy Niemieckiej. W 1879 r. przez ziemię noworudzką poprowadzono linię kolejową z Kłodzka, a w 1880 z Wałbrzycha.
Działania wojenne podczas I wojny światowej ominęły ziemię noworudzką, jednak po niej nastąpiła gospodarcza stagnacja, która pogłębiając się, doprowadziła w roku 1932 likwidacji powiatu noworudzkiego a ziemia noworudzka włączona została do powiatu kłodzkiego. II wojna światowa ominęła ziemie noworudzką, nie niszcząc jej.
Po II wojnie światowej roszczenia do ziemi noworudzkiej miała Czechosłowacja, ostatecznie ziemia noworudzka znalazła się w granicach Polski i przyjęła obecną nazwę. Administracja polska dokonała wysiedlenia dotychczasowej ludności do Niemiec, w jej miejsce napływali Polacy z centralnej części kraju oraz przesiedleńcy z Kresów. Pojawili się też polscy górnicy z Francji oraz Polacy z innych krajów. Spowodowało to trudności integracyjne społeczeństwa ziemi noworudzkiej.
Po wojnie nastąpił dynamiczny rozwój rolnictwa i przemysłu, uruchomiono wiele zakładów przemysłowych dających pracę mieszkańcom, głównie w przemyśle wydobywczym i włókienniczym. Wydobycie wznowiły Kopalnia Węgla Kamiennego „Piast” (dawny „Ruben”), oraz Kopalnia Węgla Kamiennego „Słupiec” (dawniej „Johann Baptysta”). Odbudowano Zakłady Przemysłu Jedwabniczego „Nowar”, utworzono oddział Dzierżoniowskich Zakładów Radiowych „Diora”. W 1954 r. ziemia noworudzka po raz drugi w swej historii znalazła się granicach nowo utworzonego powiatu noworudzkiego, w którego granicach była do 1975 roku.
W latach 1945–1975 ziemia noworudzka należała do tzw. starego województwa wrocławskiego, lata 1975–1999 to okres przynależności do byłego województwa wałbrzyskiego, a od 1999 r. ziemię ponownie przyłączono do powiatu kłodzkiego, województwa dolnośląskiego.